# Coöperatiehof 16

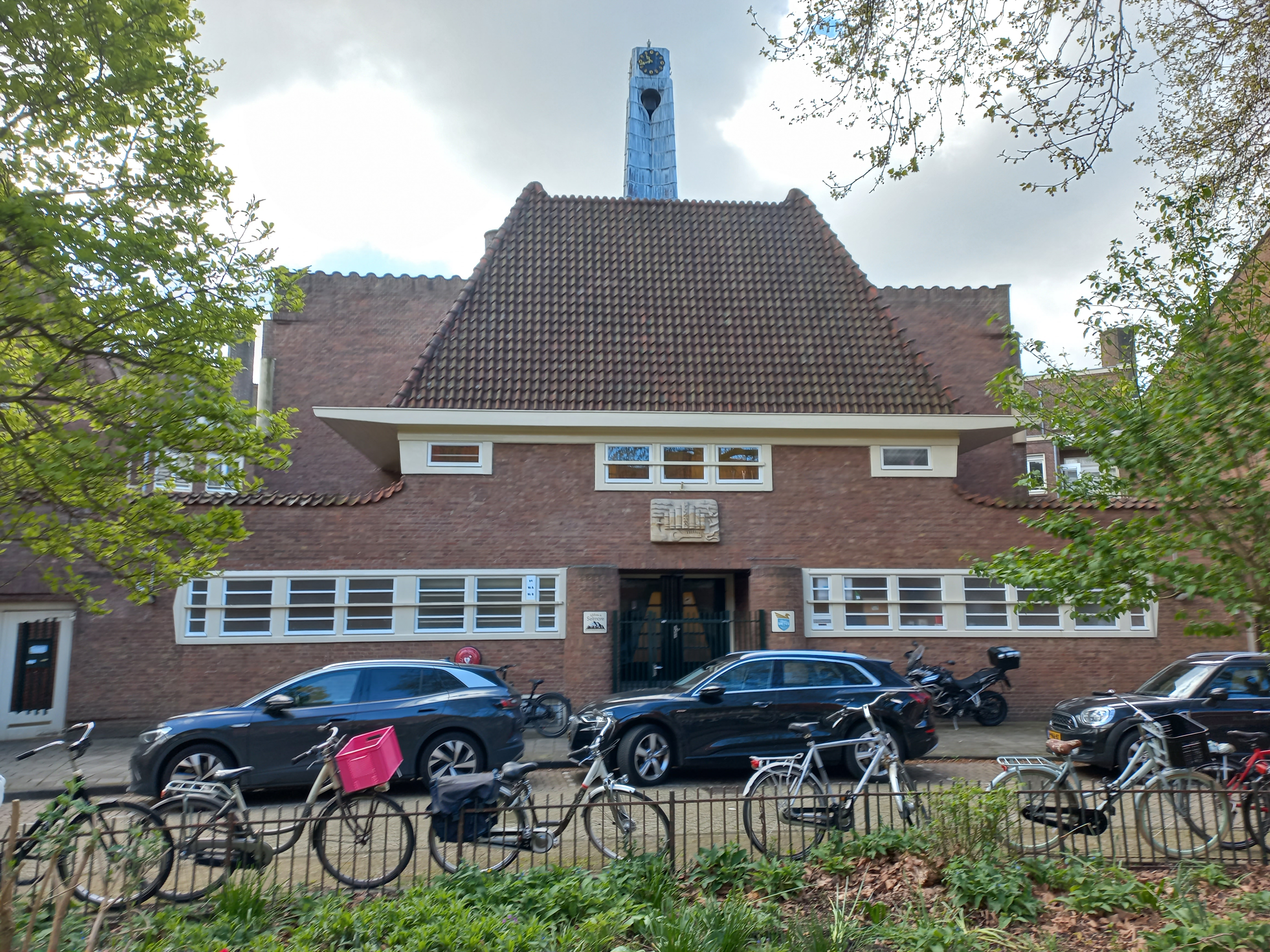
Klokkentoren gezien vanuit Lodewijk Takstraat (juni 2011)

Coöperatiehof 16 te Amsterdam is een apart bouwwerk binnen het Coöperatiehof, Amsterdam-Zuid.

## Gebouw
Bij de stadsuitbreiding van Amsterdam richting het zuiden, was er in combinatie met “verheffing van het volk” ook een leeszaal annex vergaderruimte nodig. Deze werd ingepland in de zuidelijke gevelwand van het hofje. Het ontwerp van dit gebouw is afkomstig van Piet Kramer met hier de ondersteuning van de Dienst der Publieke Werken. Kramer was verantwoordelijk voor de inrichting en bouwwerken van het hofje (behalve de gevelsteen, zie onder). Kramer ontwierp het bouwwerk in de bouwstijl Amsterdamse School. Het gebouw bestaan aan de voorgevel uit twee bouwlagen met daarop een steil rijzend dak. Achter de gevel is te zien dat het achterdeel van het gebouw meer bouwlagen heeft dan de voorgevel zelf. Vanuit de Amsterdamse School zijn duidelijk zichtbaar de golvende geveldelen (zowel horizontaal als verticaal), de trapramen. Het geheel is afgewerkt met een enigszins spits toelopende, die oplost richting de klokken die in een kubus zijn verwerkt. De klokkentoren valt mede op door het grijs van de loden bekleding. Het gebouw werd 26 januari 1929 in gebruik genomen als vervanging van kleine bibliotheekjes in de buurt en een voortzetting van de traditie, die al eerder soortgelijke gebouwen opleverde in Betondorp en het Roelof Hartplein.
De bibliotheek zou tot circa 1984 in dit gebouw gevestigd zijn; ze week toen uit naar het grotere gebouw van Cinetol. Er werden kantoren in gevestigd.

## Kunst

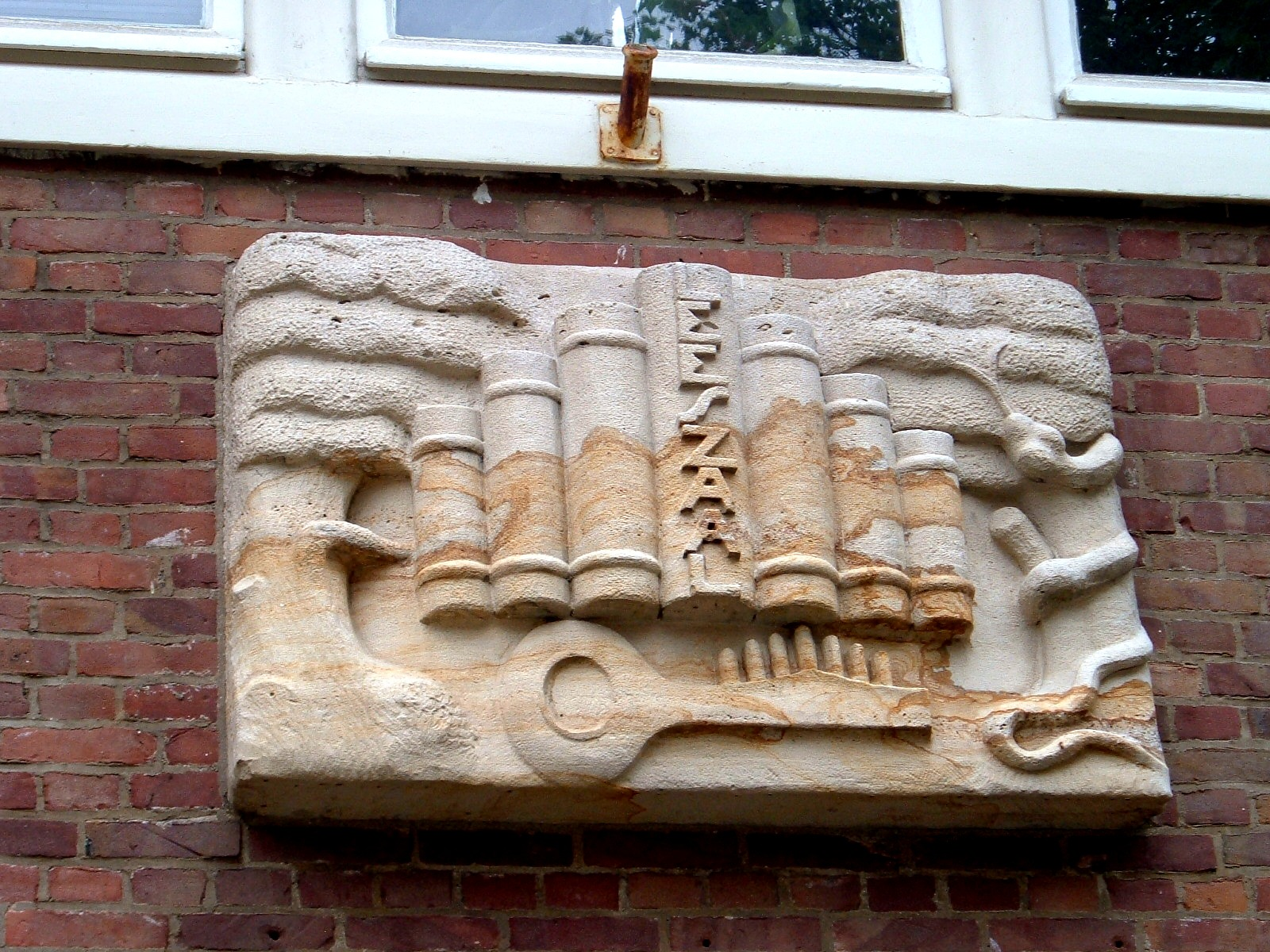
Gevelsteen van Trapman (2009)

In de voorgevel is boven de toegangsdeur een gevelsteen geplaatst naar ontwerp van beeldhouwer Jan Trapman. Hij ontwierp/maakte een gevelsteen met bomen aan de zijkant met daartussen zeven boekruggen, waarbij op de middelste het woord “leeszaal” is te lezen. Onder deze boeken is een sleutel te zien met zeven tanden. Die zevens verwijzen naar de Zeven vrije kunsten. Rechtsonder is nog een slang te zien (het kwaad snoept van het goede); Trapman werd grotendeels bekend door zijn dierfiguren. Bij de opening was ook een aantal waterverfmuurschilderingen te zien van Peter Alma; deze zijn rond 1963 overgeschilderd en niet meer zichtbaar. In de achtergevel is het Monument Burgemeester Tellegen te zien.